# 長老湖

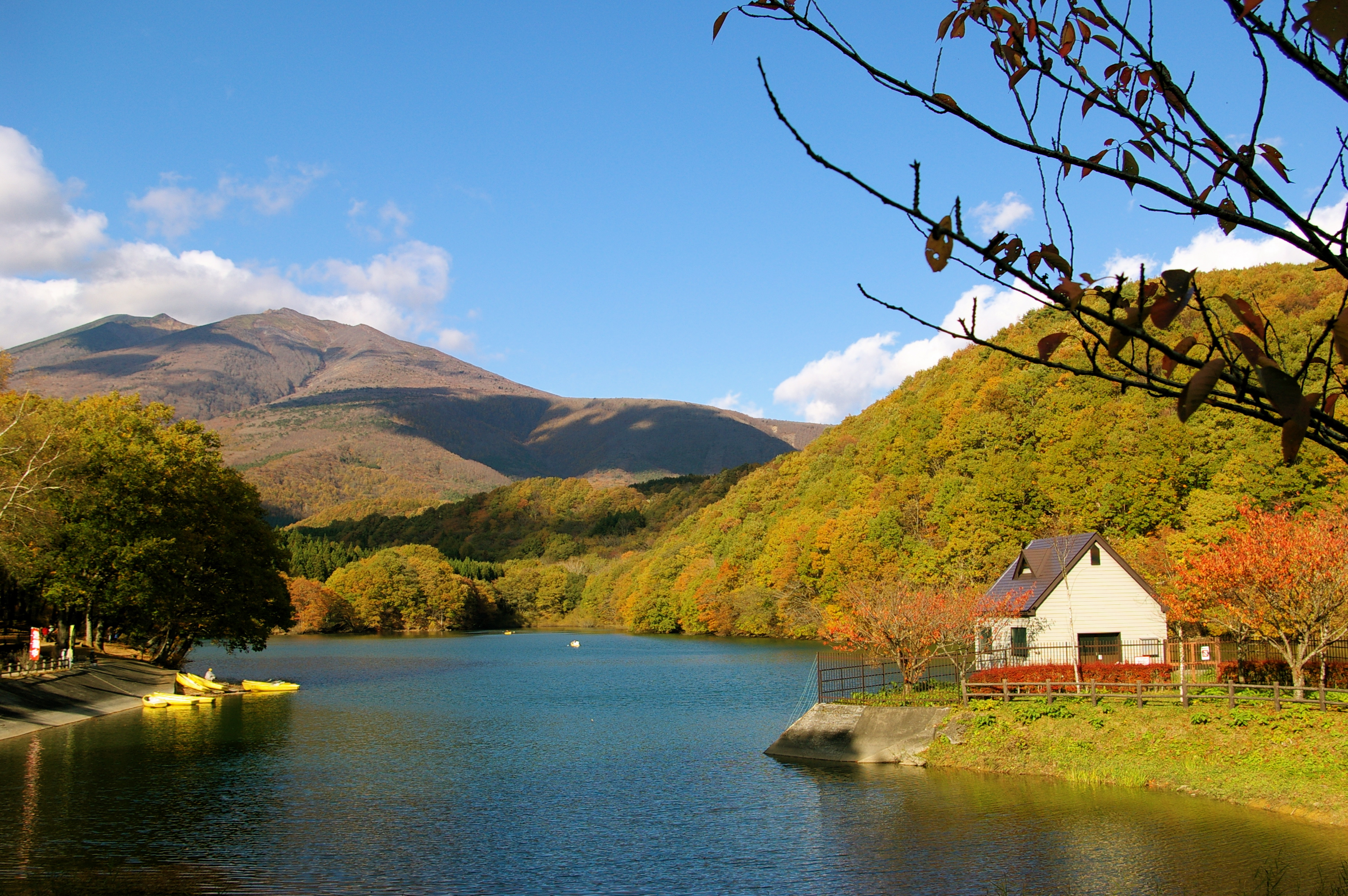
長老湖より不忘山を望む

長老湖（ちょうろうこ）は、宮城県七ヶ宿町にある湖。蔵王連峰の不忘山の山麓の標高500mのあたりに位置している。かつては小さな沼であったが、発電用に拡張され周囲2kmの大きさになった。近辺には遊歩道や横川渓谷のつり橋が整備されており、夏は新緑、秋は紅葉でにぎわう。

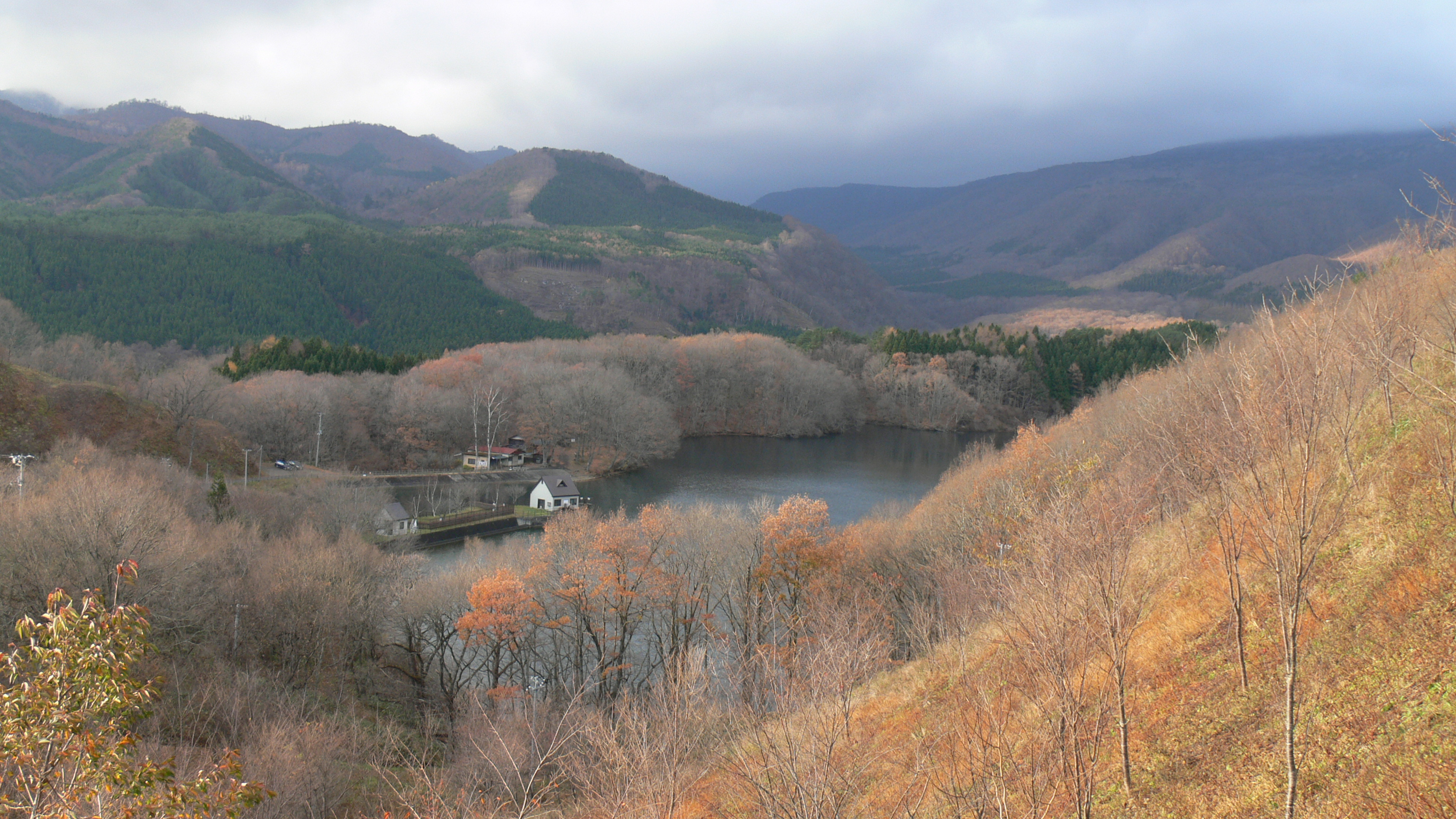
長老湖